# Janko Kráľ

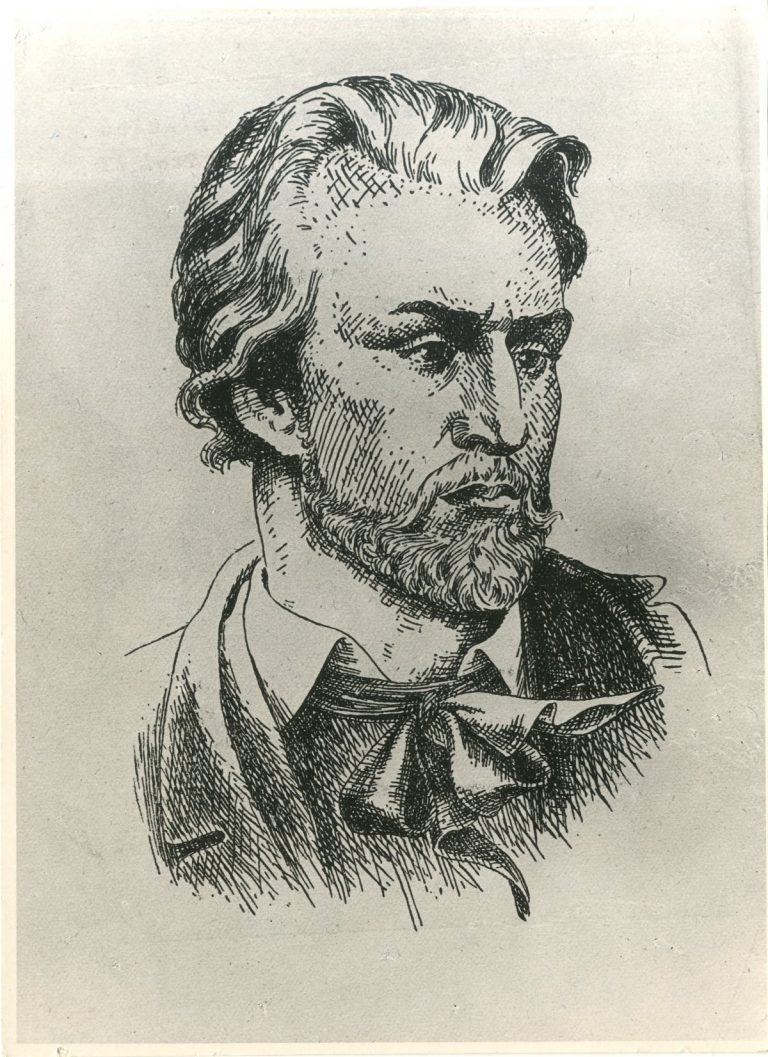
Janko Kráľ

Janko Kráľ (Liptovský Mikuláš, 24 aprile 1822 – Zlaté Moravce, 23 maggio 1876) è stato un poeta slovacco.

## Biografia
Fu uno dei più significativi e radicali esponenti del Romanticismo slovacco, anche se alcuni elementi di dolore cosmico anticiparono un gusto modernistico. I suoi versi si caratterizzarono per i toni delicati, per la dolce melodia compositiva e per gli spunti popolareschi, oltre che per i temi della libertà e del comunismo. Apparteneva alla scuola di Ľudovít Štúr e fu anche un vivace attivista politico, soprattutto nell'ambito dell'Insurrezione slovacca del 1848-1849. 
A causa della sua personalità oscura, caratterizzata da un grande individualismo e da atteggiamenti anarchici, non è ben noto quale fosse il suo aspetto, sebbene esistano di lui alcuni presunti ritratti. Uno di questi fu usato come modello per la statua del poeta situata in un parco di Bratislava, chiamato "Giardino di Janko Kráľ". È sepolto nel Cimitero nazionale di Martin.
Fu uno dei primi poeti a scrivere in slovacco moderno, così come fu codificato nel 1843 da Ľudovít Štúr e dai suoi compagni.
Parlava correntemente francese, inglese, tedesco, ungherese, polacco, russo, serbo, ceco.

## Opere
- Zverbovaný
- Zabitý

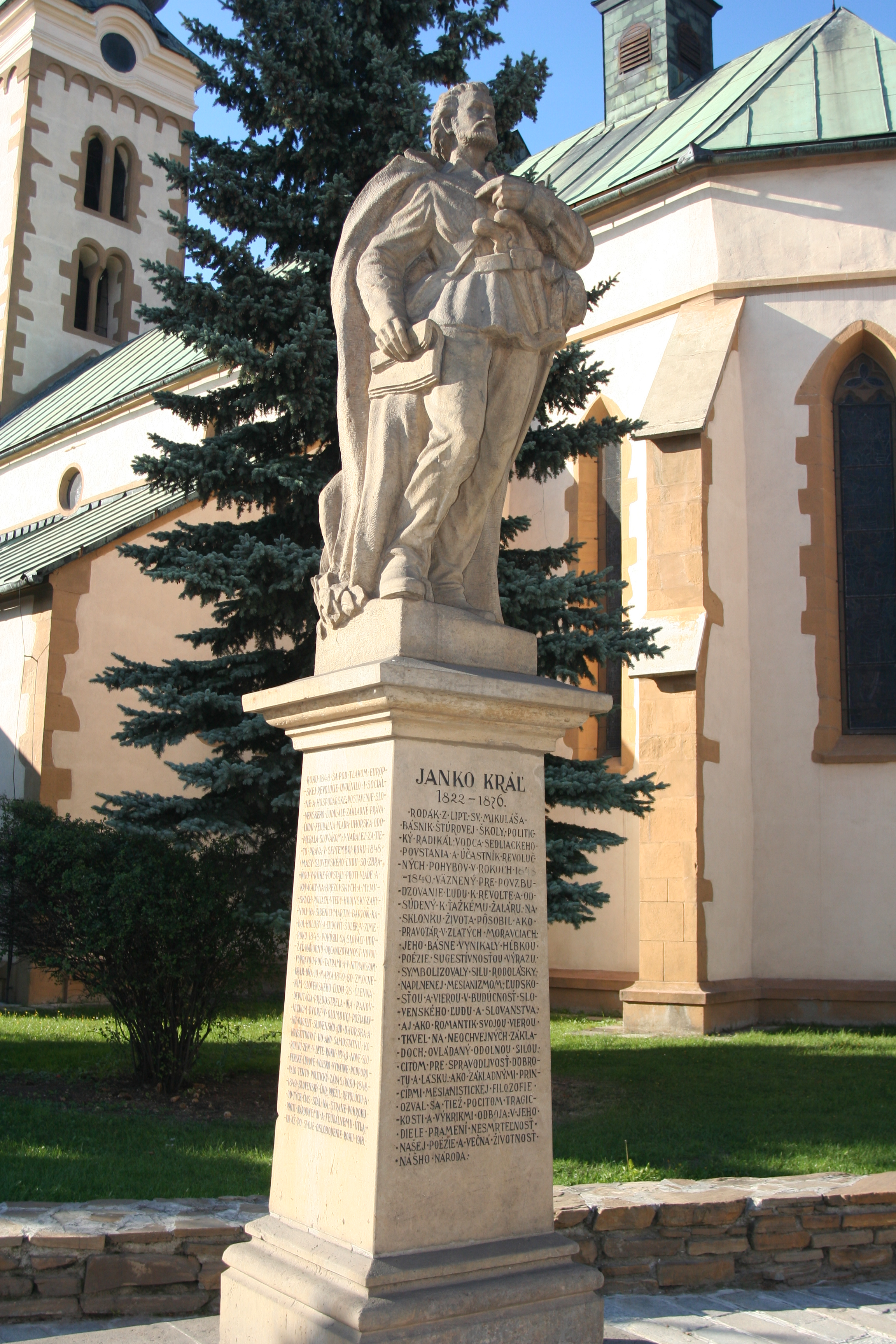
Monumento a Janko Kráľ a Liptovský Mikuláš.

- Zakliata panna vo Váhu a divný Janko
- Moja pieseň
- Pieseň bez mena
- Orol
- Piesne
- Potecha
- Pán v trní
- Pieseň
- Duma bratislavská
- Kríž a čiapka
- Choč
- Krajinská pieseň
- Slovo
- Duma slovenská
- Krakoviaky dobrovoľníkove
- Jarná Pieseň